# The Heat's On
Pour plus de détails, voir Fiche technique et Distribution.
The Heat's On est un film américain réalisé par Gregory Ratoff, sorti en 1943.

## Fiche technique
- Titre français : The Heat's On
- Réalisation : Gregory Ratoff
- Scénario : Fitzroy Davis, George S. George et Fred Schiller
- Photographie : Franz Planer
- Musique : John Leipold
- Production : Columbia Pictures
- Pays d'origine :  États-Unis
- Genre : Film musical
- Date de sortie : 
  -  États-Unis : 2 décembre 1943

## Distribution
- Mae West : Fay Lawrence
- Victor Moore : Hubert Bainbridge
- William Gaxton : Tony Ferris
- Alan Dinehart : Forrest Stanton
- Lloyd Bridges : Andy Walker
- Almira Sessions : Hannah Bainbridge
- David Lichine : Danseur
- Hazel Scott : Elle-même